# Famille von Oppen
La famille von Oppen est une ancienne famille noble de Haute-Saxe (de) et de Brandebourg.

## Histoire
La famille apparaît pour la première fois dans les documents avec le chevalier Konrad von Opin, qui est mentionné dans un document daté du 1er décembre 1271 comme castellan à Belzig, Saxe. La lignée principale commence avec Rudolf von Oppen, attesté par des documents de 1361 à 1388.
La famille s'étend de la région de Belzig à l'électorat de Saxe, au Brandebourg (entre autres à Kossenblatt, Werder, Falkenberg, Pritzhagen, Tornow et Altfriedland (de)) et dans l'Anhalt, puis en Prusse, en Silésie et dans le Holstein.

### Branches familiales
L'union de noms et d'armoiries avec les Friccius von Schilden (de) (sur le manoir de Haseldorf, Holstein) ou les barons von Huldenberg, donne naissance à la lignée des Oppen-Shields en 1832 et à la lignée des Oppen von Huldenberg en 1840.

## Armes
Le blason de la famille montre une croix oblique en argent recouverte d'une rose rouge en bleu. Sur le casque avec des lambrequins bleus et argentés, une couronne composée de roses rouges et argentées alternées, qui est enroulée autour d'un chapeau pointu bleu à pointe argentée. Sur ce support, trois plumes de paon naturelles derrière un croissant d'argent renversé.

## Personnalités
- Matthias von Oppen (de) (vers 1565-1621), économiste et homme politique religieux
- Ludwig von Oppen (1663-1716), chanoine de Brandebourg, cofondateur de l'Académie de chevalerie[4]
- Ludwig von Oppen (de) (1704–1779), colonel prussien et commandant du 2e régiment de cuirassiers "prince de Prusse"
- Joachim Friedrich Wilhelm von Oppen (de) (1747-1815), général de division prussien
- Adolf Friedrich von Oppen (1762-1834), lieutenant général prussien
- Georg von Oppen (de) (1795–1876), général de division prussien
- Karl von Oppen (1824–1896), lieutenant général prussien, commandant de Breslau
- Hans Ludwig Waldemar Oppen von Huldenberg (1837–1901), propriétaire foncier dans l'actuel quartier berlinois d'Adlershof, homme politique local dans l'arrondissement de Teltow (de)
- Gustav von Oppen (1867-1918), colonel prussien[5], chevalier de l'ordre Pour le Mérite
- Heinrich von Oppen (1869–1925), propriétaire terrien d'Altfriedland et de Metzdorf ; administrateur de l'arrondissement du Haut-Barnim, député du parlement provincial de Brandebourg et chef de police
- Matthias von Oppen (1873–1924), président du district d'Allenstein (1918–1924) et administrateur de l'arrondissement de Samter (1904)
- Joachim von Oppen (de) (1879-1948), propriétaire du manoir et fonctionnaire agricole
- Rudolf von Oppen (de) (1855-1927), avocat allemand et président du tribunal administratif supérieur de Saxe (de)
- Rudolf von Oppen (1887–1954), général de division allemand
- Konrad von Oppen (de) (1904-1987), député du parlement de l'État de Basse-Saxe (1959-1970)
- Dietrich von Oppen (1912–2006), théologien et éthicien social
- Elisabeth von Falkenhausen, née von Oppen-Dannenwalde (de) (1923–2021), auteur
- Georg-Sigismund von Oppen (de) (1923–2008), officier allemand et combattant de la résistance contre le national-socialisme
- Gebhard von Oppen (de) (né en 1938), physicien, professeur à la TU Berlin, auteur de nombreuses publications spécialisées
- Georg-Wilhelm von Oppen (né en 1945), avocat et bourgmestre de Kirchzarten jusqu'en 2008
- Felix von Oppen (de) (né en 1966), physicien, professeur à l'Université libre de Berlin